# Priit Kuusk

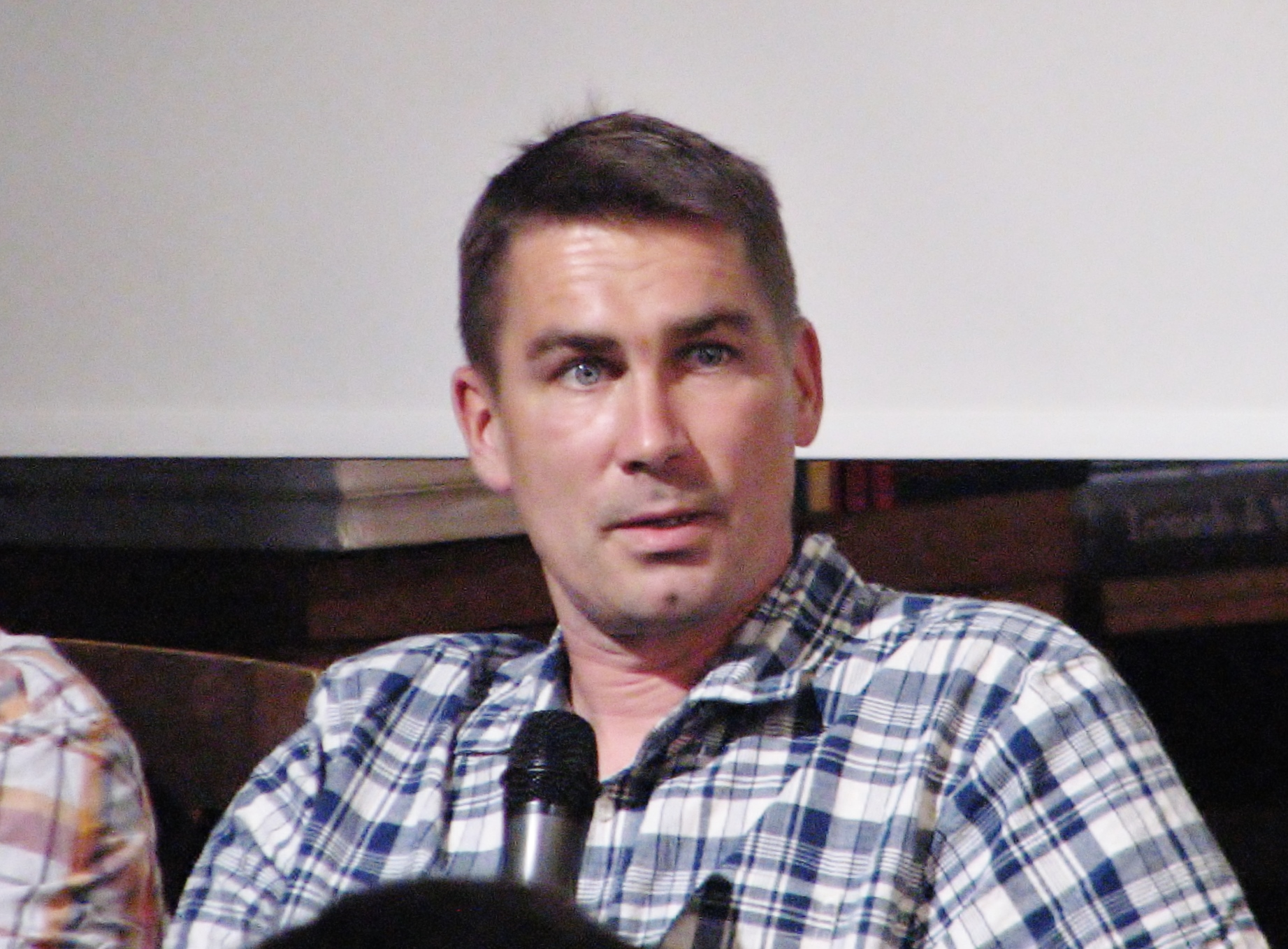
Priit Kuusk bei der Präsentation des Uhhuduur-Buches 'Du veränderst nicht Afrika, Afrika verändert dich in der Buchhandlung Rahva Raamat im Viru Keskus (2015).

Priit Kuusk (geboren am 6. Juli 1973) ist ein estnischer Journalist. Er hat Kriminal-, Sport- und Nachrichtensendungen moderiert.

## Leben
In den Jahren 2006–2009 war Kuusk Moderator der Morgensendung 'Terevisioon' von Eesti Televisioon (ETV). Er hat außerdem die ETV-Sendungen 'Köögikodanikud' und 'Kahekõne' moderiert. Seit Herbst 2012 ist er Redakteur und Moderator der Nachrichtensendung Aktuaalse kaamera.
Kuusk spielt Fußball im 4.-Liga-Club FC Toompea 1994. Seit 2006 gehört er der Estnischen Verteidigungsliga (Kaitseliit) an.
Priit Kuusk nahm als Schiffskoch an einer Expedition an Bord des Segelschiffs Admiral Bellingshausen teil, die das 200. Jubiläum der Entdeckung der Antarktis feierte. Er schrieb über seine Erfahrungen das Buch Laevakokk Wend.

## Persönliches

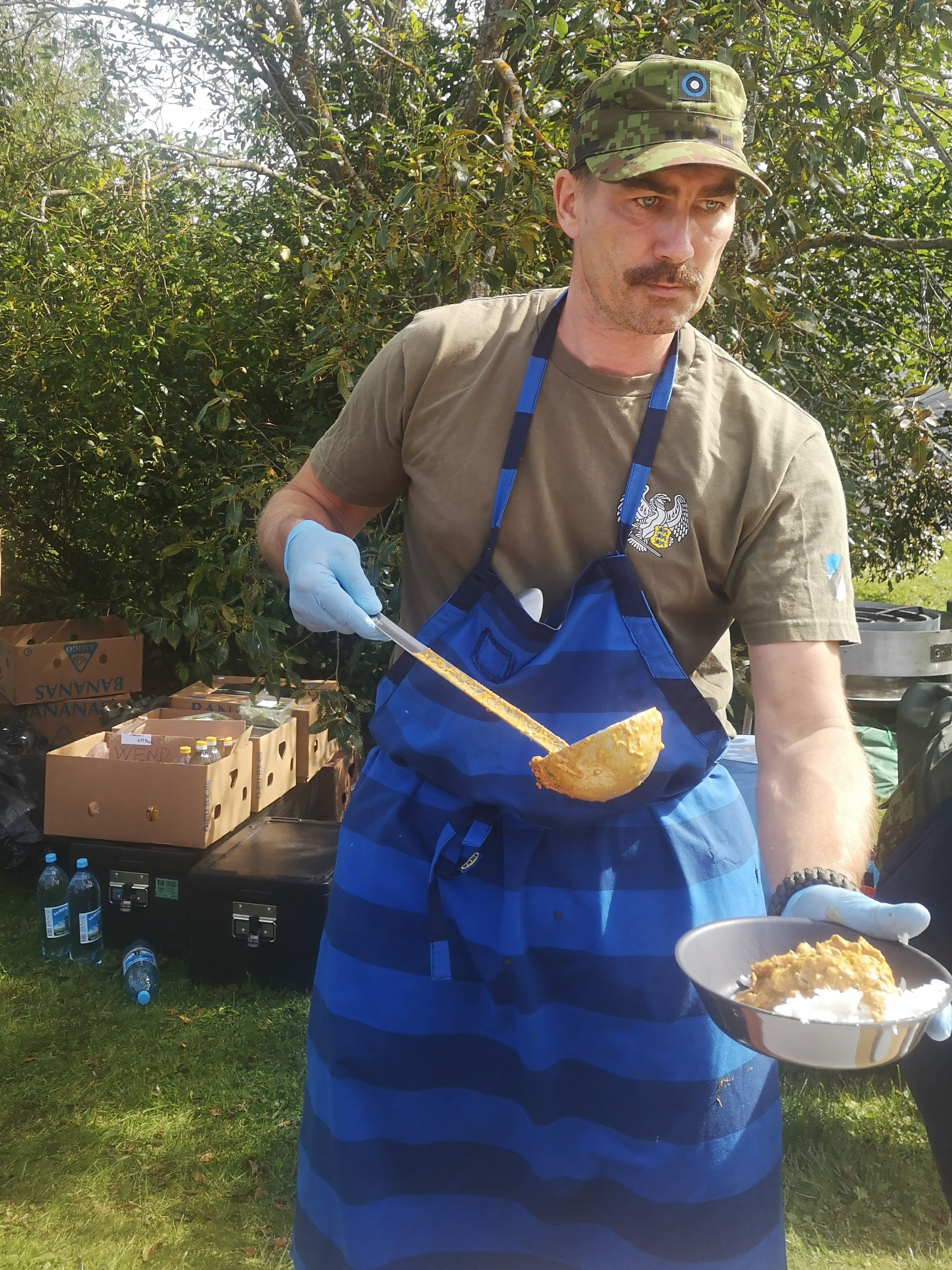
Priit Kuusk, alias Wend, beim Familientag am 20. August 2024 im Tallinner Fernsehturm.

Kuusk gehört zur Gruppe der Radfahrer namens Uhhuduur, die etappenweise die Welt umrundet. Die Fahrten der Gruppe wurden auch aufgezeichnet und in mehreren Staffeln der Sendung Ehh, Uhhuduur auf dem Fernsehsender ETV ausgestrahlt.
Priit Kuusk war von 1996 bis 2019 mit der Journalistin Heidit Kaio verheiratet, sie haben drei Kinder. Sein Bruder ist der Geschäftsmann Mart Kuusk.
Im Juni 2021 heiratete er Saskia Kase.

## Berühmtheit in der Pop-Kultur
Kuusk erlangte Bekanntheit durch ein ikonisches Foto, das ihn in einer bislang unbekannten Nachrichtensendung zeigt. Aufgrund seines ernsten Ausdrucks und der speziellen Beleuchtung wurde das Bild vielfach mit dem Charakter G-Man aus dem populären Videospiel Half-Life verglichen. In der Gaming- und Popkultur avancierte das Foto rasch zu einem Kultobjekt und verbreitete sich in den sozialen Medien als Meme. Besonders in Online-Foren und auf Plattformen wie Reddit und Twitter erfreut sich das Bild großer Beliebtheit. Viele Nutzer sehen in Kuusk eine realweltliche Verkörperung des mysteriösen G-Man, was ihm den Spitznamen „der reale G-Man“ einbrachte.
Obwohl das Foto oft geteilt und kommentiert wird, ist wenig über den genauen Ursprung oder Kontext der Aufnahme bekannt. Weder die genaue Nachrichtensendung noch der ursprüngliche Anlass des Bildes konnte bislang identifiziert werden, was nur zur Faszination rund um Kuusk und sein Bild beiträgt. Trotz der Unklarheiten bleibt es ein unverzichtbarer Bestandteil der modernen Meme-Kultur und wird regelmäßig in humorvollen oder mysteriösen Kontexten eingesetzt, um das Internet-Publikum zu unterhalten.